# Ледник Петрова
Ледни́к Петро́ва (кирг. Петров мөңгүсү) — ледник в Центральном Тянь-Шане в Кыргызстане (Иссык-Кульская область), расположенный в горах Акшийрак. Даёт начало главному истоку Нарына — реке Кумтор.
Площадь ледника составляет 73,9 км². Длина — 14,3 км, ширина в нижней части — до 1,8 км. Ледник был назван в честь топографа, одного из участников экспедиции Александра Васильевича Каульбарса (1869).